# Herbert von Bismarck
Nikolaus Heinrich Ferdinand Herbert von Bismarck, född 28 december 1849 i Berlin, död 18 september 1904 i Friedrichsruh, var en tysk furste och diplomat. Han var son till Otto von Bismarck och bror till Wilhelm von Bismarck.
Bismarck inledde 1873 sin diplomattjänst och var fram till 1882 främst privatsekreterare till sin far. 1882 blev han legationsråd i London, 1884 i Sankt Petersburg och samma år envoyé i Haag. I oktober 1885 utnämndes Bismarck till Paul von Hatzfeldts efterträdare som statssekreterare i utrikesministeriet. Vid faderns tillbakaträdande från makten följde Herbert von Bismarck honom. I politiskt hänseende var han främst ett eko av sin far men som diplomat visade han sin skicklighet och spelade en inte oväsentlig roll vid förhandlingarna med Storbritannien på 1880-talet. Han var ledamot av tyska riksdagen 1881–1886 samt 1893–1904 men kom där aldrig att spela någon framträdande roll. 
Bismarcks politiska tal gavs ut postumt 1905.